# Me'ir Poruš
Me'ir Poruš (hebrejsky מאיר פרוש‎) je izraelský politik a poslanec Knesetu za stranu Sjednocený judaismus Tóry.

## Biografie
Narodil se 11. června 1955 v Jeruzalému. Bydlí v Jeruzalému, je ženatý, má dvanáct dětí. Absolvoval náboženská studia na školách talmudského typu.

## Politická dráha
Je ředitelem jeruzalémského odboru organizace Agudat Jisra'el. Po třináct let působil v samosprávě města Jeruzalém, byl místostarostou Jeruzaléma se zodpovědností za zlepšování města a vzdělávání ortodoxních věřících.
Do Knesetu nastoupil už po volbách roku 1996, ve kterých kandidoval za stranu Sjednocený judaismus Tóry, respektive za její součást Agudat Jisra'el, která hájí zájmy ultraortodoxních Židů. Ve funkčním období 1996–1999 byl členem paramentního výboru pro drogové závislosti. Ve volbách roku 1999 byl zvolen do parlamentu opětovně a v následujících letech zde zastával funkci předsedy vyšetřovací komise pro pokračující finanční krizi samospráv a členem finančního výboru. Mandát si udržel i ve volbách roku 2003. Byl pak ve funkčním období 2003–2006 členem výboru práce, sociálních věcí a zdravotnictví, výboru House Committee a výboru vnitřních záležitostí a životního prostředí.
Mandát obhájil ve volbách roku 2006. Ve funkčním období 2006–2009 zastával post člena výboru House Committee a výboru pro imigraci, absorpci a záležitosti diaspory. V únoru 2011 ale na funkci člena Knesetu rezignoval a byl nahrazen Jisra'elem Eichlerem. Šlo o plánovanou rotaci uvnitř kandidátky Sjednocený judaismus Tóry. Do Knesetu se vrátil ve volbách roku 2013. Mandát obhájil rovněž ve volbách v roce 2015, v květnu 2016 jej však opět v rámci rotačního ujednání s Degel ha-Tora uvolnil Ja'akovu Ašerovi.
Poruš má za sebou i četné vládní funkce. V letech 1996–1999 byl náměstkem ministra bytové výstavby. Tuto funkci opětovně zastával v letech 2001–2003. V letech 2009 až 2013 byl náměstkem ministra školství.